# Survey of London

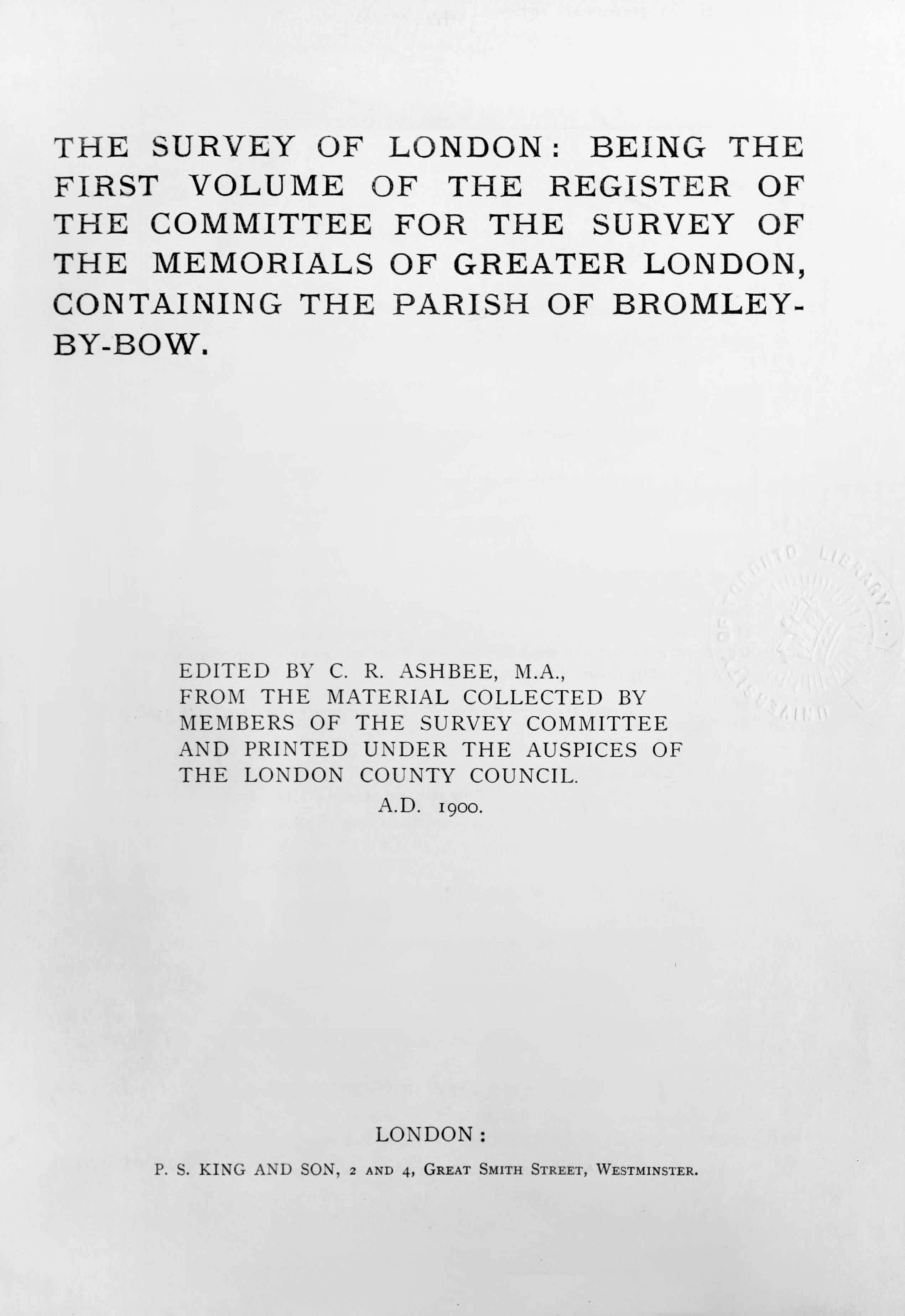
Frontespizio del primo volume della serie Survey of London, 1900

Survey of London è un progetto di ricerca finalizzato alla realizzazione di un corpus di conoscenze storiche e architettoniche finalizzate a documentare con estremo dettaglio l'ambiente urbano di Londra. L'area investigata è limitata alla così detta Inner London, all'interno dei confini del territorio dell ex-contea di Londra, comprendente, in considerazione della progressiva espansione urbana della capitale inglese, non solo il centro cittadino, ma anche i suoi sobborghi storici.
Il progetto fu iniziato nel 1894 da Charles Robert Ashbee, architetto del movimento Arts and Crafts, designer e riformatore sociale, motivato dal desiderio di documentare e preservare gli antichi monumenti di Londra.
Il progetto si è concretizzato nella pubblicazione di una serie di volumi frutto di una meticolosa indagine di documentazione architettonica. Il primo volume è stato pubblicato nel 1900, ma il progetto è tuttora in corso ed il suo completamento rimane ancora lontano. Progressivamente il Survey of London verrà reso accessibile online.
Il progetto rievoca nel nome il volume A Survay of London di John Stow (prima edizione 1598; edizione rivista 1603).

## Descrizione
L'indagine consiste nella pubblicazione di una serie di volumi organizzati territorialmente prevalentemente sul sistema tradizionale degli storici circondari parrocchiali. Ogni volume fornisce un resoconto dell'area, con una descrizione generale sufficiente a contestualizzarne lo sviluppo architettonico, e quindi procede a descrivere le strade e i singoli edifici notevoli che sono presenti nel area oggetto di studio (comprendendo anche quelli demoliti). L'indagine è molto esaustiva ed esamina in dettaglio tutte le fonti primarie disponibili.
A dimostrazione del livello di dettaglio: il Survey si sofferma su alcuni edifici che invece sono appena menzionati nella serie di volumi Buildings of England (a sua volta un vasto e dettagliato lavoro di documentazione dell'architettura inglese curato da Nikolaus Pevsner). Tuttavia, i primi volumi del Survey tendono a trascurare gli edifici costruiti dopo il 1800. Solo a partre dal volume 26 - Southern Lambeth, pubblicato nel 1956, si è cominciato a indagare anche sullo sviluppo suburbano occorso durante il XIX secolo e che oggi rappresenta gran parte della Londra moderna. A partire dal 1973 si è cercato di seguire un approccio orientato a coprire anche i processi di sviluppo edilizio più recenti, addentrandosi nelle mutazioni di carattere sociale ed economico in corso nelle varie area della città. Oggi, il Survey si propone di trattare tutte le tipologie di edifici, includendo anche quelli più recenti.
A causa delle dimensioni dell'impegno esistente, non vi sono piani per estendere il progetto ad un'area più estesa (Greater London). Fino al 2020, sono stati pubblicati 53 volumi appartenenti alla serie principale, più 18 monografie pubblicate separatamente e dedicate a edifici singoli. La maggior parte dei volumi non è stata aggiornata per tenere conto delle evoluzioni urbanistiche intervenute successivamente alla data della loro redazione, ma quelli pubblicati online (fino al volume 47) hanno ricevuto un numero limitato di aggiornamenti.

### Organizzazione editoriale
Il progetto fu condotto inizialmente su base volontaria a cura del London Survey Committee (LSC), ma dal 1910 il London County Council (LCC) in seguito Great London Council (GLC) ha supportato il progetto condotto dal London Survey Committee. A seguito dello scoglimento del comitato volontario occorso nel 1952 tutto il lavoro di indagine fu curato dal consiglio. A seguito dell'abolizione della Great London Council nel 1986, la responsabilità del progetto fu assunto dalla Royal Commission on the Historical Monuments of England (RCHME) Dal 2008 i volumi sono pubblicati dalla Yale University Press. Dal 2013 il progetto è gestito dalla Bartlett School of Architecture, University College di Londra.

### Volumi
1. Bromley-by-Bow – C. R. Ashbee (editor) (1900) (LSC)
2. Chelsea, pt I – Walter H. Godfrey (1909) (LSC)
3. St Giles-in-the-Fields, pt I: Lincoln's Inn Fields – W. Edward Riley and Sir Laurence Gomme (editors) (1912) (LCC)
4. Chelsea, pt II – Walter H. Godfrey (1913) (LSC)
5. St Giles-in-the-Fields, pt II – W. Edward Riley and Sir Laurence Gomme (editors) (1914) (LSC)
6. Hammersmith – James Bird and Philip Norman (general editors) (1915) (LSC)
7. Chelsea, part III: The Old Church – Walter H. Godfrey (editor) (1921) (LSC)
8. Shoreditch – Sir James Bird (editor) (1922) (LCC)
9. The parish of St Helen, Bishopsgate, part I – Minnie Reddan and Alfred # W. Clapham (1924) (LSC)
10. St. Margaret, Westminster, part I: Queen Anne's Gate area – Montague H. Cox (editor) (1926) (LCC)
11. Chelsea, part IV: The Royal Hospital – Walter H. Godfrey (editor) (1927) (LSC)
12. The parish of All Hallows Barking, part I: The Church of All Hallows – Lilian J. Redstone (1929) (LSC)
13. St Margaret, Westminster, part II: Whitehall I – Montagu H. Cox and Philip Norman (editors) (1930) (LCC)
14. St Margaret, Westminster, part III: Whitehall II – Montague H. Cox and # G. Topham Forrest (editors) (1931) (LCC)
15. All Hallows, Barking-by-the-Tower, pt II – G. H. Gater and Walter H. Godfrey (general editors) (1934) (LSC)
16. St Martin-in-the-Fields I: Charing Cross – G. H. Gater and E. P. Wheeler (editors) (1935) (LCC)
17. The parish of St Pancras part 1: The village of Highgate – Percy Lovell and William McB. Marcham (editors) (1936) (LSC)
18. St Martin-in-the-Fields II: The Strand – G. H. Gater and E. P. Wheeler (editors) (1937) (LCC)
19. The parish of St Pancras part 2: Old St Pancras and Kentish Town – Percy Lovell and William McB. Marcham (editors) (1938) (LSC)
20. St Martin-in-the-Fields, pt III: Trafalgar Square & Neighbourhood – G. # H. Gater and F. R. Hiorns (editor) (1940) (LCC)
21. The parish of St Pancras part 3: Tottenham Court Road & neighbourhood – J. R. Howard Roberts and Walter H. Godfrey (editors) (1949) (LSC)
22. Bankside (the parishes of St. Saviour and Christchurch Southwark) – Sir Howard Roberts and Walter H. Godfrey (editors) (1950) (LCC)
23. Lambeth: South Bank and Vauxhall – Sir Howard Roberts and Walter H. Godfrey (editors) (1951) (LCC)
24. The parish of St Pancras part 4: King's Cross Neighbourhood – Walter H. Godfrey and W. McB. Marcham (editors) (1952) (LSC)
25. St George's Fields (The parishes of St. George the Martyr Southwark and St. Mary Newington) – Ida Darlington (editor) (1955) (LCC)
26. Lambeth: Southern area – F. H. W. Sheppard (General Editor) (1956) (Athlone Press for the LCC)
27. Spitalfields and Mile End New Town – F. H. W. Sheppard (General Editor) (1957) (Athlone Press for the LCC)
28. Brooke House, Hackney – W. A. Eden, Marie P. G. Draper, W. F. Grimes and Audrey Williams (1960) (Athlone Press for the LCC)
29. St James Westminster, Part 1 (Vol I) – F. H. W. Sheppard (General Editor) (1960) (Athlone Press for the LCC)
30. St James Westminster, Part 1 (Vol II) – F. H. W. Sheppard (General Editor) (1960) (Athlone Press for the LCC)
31. St James Westminster, Part 2 (Vol I) – F. H. W. Sheppard (General Editor) (1963) (Athlone Press for the LCC)
32. St James Westminster, Part 2 (Vol II) – F. H. W. Sheppard (General Editor) (1963) (Athlone Press for the LCC)
33. St Anne Soho (Vol I) – F. H. W. Sheppard (General Editor) (1966) (Athlone Press for the GLC)
34. St Anne Soho (Vol II) – F. H. W. Sheppard (General Editor) (1966) (Athlone Press for the GLC)
35. The Theatre Royal, Drury Lane, and the Royal Opera House, Covent Garden – F. H. W. Sheppard (General Editor) (1970) ISBN 0485482355 (Athlone Press for the GLC)
36. The Parish of St. Paul Covent Garden – F. H. W. Sheppard (General Editor) (1970) ISBN 9780485482362 (Athlone Press for the GLC)
37. Northern Kensington – F. H. W. Sheppard (General Editor) (1973) ISBN 9780485482379 (Athlone Press for the GLC)
38. The Museums Area of South Kensington and Westminster – F. H. W. Sheppard (General Editor) (1975) ISBN 048548238X (Athlone Press for the GLC)
39. The Grosvenor Estate in Mayfair, Part 1 (General History) – F. H. W. Sheppard (General Editor) (1977) ISBN 9780485482393 (Athlone Press for the GLC)
40. The Grosvenor Estate in Mayfair, Part 2 (The Buildings) – F. H. W. Sheppard (General Editor) (1980) ISBN 9780485482409 (Athlone Press for the GLC)
41. Brompton – F. H. W. Sheppard (General Editor) (1983) ISBN 048548241X (Athlone Press for the GLC)
42. Kensington Square to Earl's Court – Hermione Hobhouse (General Editor) (1986) ISBN 0485482428 (Athlone Press for the GLC)
43. Poplar, Blackwall and Isle of Dogs (Vol I) – Hermione Hobhouse (General Editor) (1994) ISBN 0485482444 (Athlone Press for the RCHME)
44. Poplar, Blackwall and Isle of Dogs (Vol II) – Hermione Hobhouse (General Editor) (1994) ISBN 0485482444 (Athlone Press for the RCHME)
45. (A supplement to Volumes 43 and 44 entitled Docklands in the Making: The Redevelopment of the Isle of Dogs, 1981–1995 by Alan Cox (ISBN 9780485485004) was issued in 1995 in an attempt to keep up with the pace of redevelopment in the area)
46. Knightsbridge – John Greenacombe (General Editor) (2000) ISBN 0485482452 (Continuum Publishing for English Heritage)
47. South and East Clerkenwell – Philip Temple (Editor) (2008) ISBN 9780300137279 (Yale University Press)
48. Northern Clerkenwell and Pentonville – Philip Temple (Editor) (2008) ISBN 978-0-300-13937-2 (Yale University Press)
49. Woolwich – Peter Guillery (Editor) (2012) ISBN 9780300187229 (Yale University Press)
50. Battersea: Public, Commercial and Cultural – Andrew Saint (Editor) (2013) ISBN 9780300196160 (Yale University Press)
51. Battersea: Houses and Housing – Colin Thom (Editor) (2013) ISBN 9780300196177 (Yale University Press)
52. South-East Marylebone: Part 1 – Andrew Saint (General Editor) (2017) ISBN 9780300221978 (Yale University Press)
53. South-East Marylebone: Part 2 – Andrew Saint (General Editor) (2017) ISBN 9780300221978 (Yale University Press)
54. Oxford Street – Andrew Saint (General Editor) (2020) ISBN 9781913107086 (Yale University Press)

### Monografie
1. Trinity Hospital, Mile End – C. R. Ashbee (1896)
2. Saint Mary, Stratford Bow – Osborn C. Hills (1900)
3. Old Palace, Bromley-by-Bow – Ernest Godman (1902)
4. The Great House, Leyton – Edwin Gunn (1903)
5. Brooke House, Hackney – Ernest A. Mann (1904)
6. St Dunstan's Church, Stepney – W. Pepys and Ernest Godman (1905)
7. East Acton Manor House – no author listed
8. Sandford Manor, Fulham – W. Arthur Webb (1907)
9. Crosby Place – Philip Norman (1908)
10. Morden College, Blackheath – Frank T. Green (1916)
11. Eastbury Manor House, Barking – Hubert Curtis (1917)
12. Cromwell House, Highgate – Philip Norman (1926)
13. Swakeleys, Ickenham – Walter H. Godfrey (1933)
14. The Queen's House, Greenwich – George H. Chettle (1937)
15. St. Bride's Church, Fleet Street – Walter H. Godfrey (1944)
16. College of Arms, Queen Victoria Street – Walter H. Godfrey and Anthony Wagner (1963)
17. County Hall – Hermione Hobhouse (1991)
18. The Charterhouse – Philip Temple (2010)